# Keisuke Sakamoto
Keisuke Sakamoto és un empresari i dirigent esportiu japonès. Ocupava la presidència del Centre d'Esports Sabadell des del 30 de juliol del 2013 fins a l'any 2015. Fou el trenta-dosè president de la història del club i el primer estranger. Va esdevenir el màxim accionista del club al juliol de 2012 després de l'ampliació de capital obligatòria. Després de ser elegit president pel consell d'administració, va anunciar que el seu objectiu és que l'equip pugés a Primera Divisió en «dos o tres anys» gràcies a inversions en el futbol base i millores en les instal·lacions esportives. Fora del terreny del joc, volia potenciar el perfil mediàtic del CE Sabadell al Japó.
El juliol de 2015, Keisuke decidí vendre la seva part d'accions a un grup d'inversions espanyol, fins que el substituí el fins aleshores conseller, Antoni Reguant.